# SHIGA CITY FC
SHIGA CITY FC（シガシティエフシー）は、滋賀県大津市を本拠地としていた社会人サッカークラブ。過去にJリーグ加盟を目指していたクラブの一つである。

## 歴史
1992年、滋賀県立守山北高等学校の卒業生などを中心にマッチーズFCとして創設、ホームタウンは滋賀県大津市に置いた。クラブ名は当時のキャプテンであった松山裕嗣の名字からとったものであった。
翌1993年年に大津市サッカーリーグへ加盟、同リーグ5部で優勝・4部昇格。以後、4年連続で優勝・昇格したが、大津市2部で優勝した1996年に同リーグを脱退し、滋賀県サッカー協会に加盟。同年、滋賀県社会人サッカーリーグでは最下級となる5部からの参戦となったが即優勝、天皇杯の滋賀県予選である滋賀県サッカー選手権大会にも初参加しベスト8まで進出した。以後4年連続で優勝・昇格、2000年には滋賀県1部にまで駆け上がった。2001年には、第81回天皇杯全日本サッカー選手権大会に滋賀県代表として天皇杯本戦に初出場、第82回大会にも滋賀県代表として出場した。なお、結果はどちらも1回戦敗退であった。
2017年2月2日、「株式会社滋賀ユナイテッド」が「滋賀ユナイテッドベースボールクラブ」と並行して運営する「滋賀ユナイテッドフットボールクラブ（略称:滋賀ユナイテッドFC）」にマッチーズFCのトップチームと合併させ、サッカー部門の（新）トップチームとして運営すると共に名称を滋賀ユナイテッドマッチーズフットボールクラブ（略称:滋賀ユナイテッドMFC）とすること、及び、Jリーグを目指すことが発表された。また、ホームタウンを「滋賀県全域」に拡大した。
2017年、滋賀県1部を2年ぶりに制覇し、関西府県サッカーリーグ決勝大会に進出、一次リーグを無敗で通過し決勝トーナメントに進出したが、1回戦で阪南パニックスFCに敗れ初の関西サッカーリーグ2部昇格は叶わなかった。
続く2018年も滋賀県1部を制し、2年連続で関西府県サッカーリーグ決勝大会に進出、この年も一次リーグを無敗で通過し決勝トーナメントまで進出、準優勝し入替戦にまで進出したが、ルネス学園甲賀サッカークラブに敗戦、2年連続で関西サッカーリーグ2部昇格はならなかった。この年は、運営法人の株式会社滋賀ユナイテッドが野球部門に重点を移してスタッフも野球関係者が大半を占めるようになり、スポンサー営業に関わっていた福重伯枝は目標の異なるサッカー部門の運営に限界を感じていたといい、入替戦敗戦より遂に解散話が浮上したことからサッカー部門の独立を決意、2019年2月1日を以て、社会人サッカー事業を株式会社滋賀ユナイテッドから独立させた。独立時の名称は「SHIGA CITY MFC」で、3月に行われた「第55回全国社会人サッカー選手権大会滋賀県大会（全国社会人サッカー選手権大会滋賀県予選）」、4月に行われた「第24回滋賀県サッカー選手権大会（滋賀県FAカップ）」、7月に行われた「第26回全国クラブチームサッカー選手権大会滋賀県大会（全国クラブチームサッカー選手権大会滋賀県予選）」には「滋賀MFC」として参加した。同年6月26日、福重が「SHIGA CITY株式会社」を創業し、新クラブ名をSHIGA CITY FCと決定、ホームタウンを滋賀県大津市に戻して、引き続きJリーグ加盟を目指すこととなった。
2019年も滋賀県1部を制し3連覇を達成、3年連続での関西府県サッカーリーグ決勝大会進出を決める。この大会には独立当初の名称である「SHIGA CITY MFC」として参加したが、1勝1敗でグループD 2位となり、一次リーグ敗退となった。
2021年2月、昨シーズンをもってトップチームを解散したことが公式サイトで発表された。なお、解散に際しては、旧マッチーズFCの松山代表からの、チームの「返還」申し入れに応じたものとされているが、2022年末現在、大津市リーグや滋賀県リーグにてマッチーズFCが活動を再開したとされる記録は確認されていない。運営会社のSHIGA CITY株式会社は現存しており、現在は乳幼児・小学生を対象としたサッカースクールを展開している。

## 成績

### リーグ戦

#### マッチーズFC
| 年度 | 所属               | 順位 | 勝点 | 試合 | 勝 | 分 | 敗 | 得点 | 失点 | 得失差 |
| 2002 | 滋賀県1部          | 2位  | 27   | 11   |    |    |    |      |      | 16     |
| 2003 | 滋賀県1部          | 2位  | 25   | 11   |    |    |    |      |      | 12     |
| 2004 | 滋賀県1部          | 3位  | 20   | 11   |    |    |    |      |      | 15     |
| 2005 | 滋賀県1部          | 2位  | 27   | 12   |    |    |    |      |      | 14     |
| 2006 | 滋賀県1部          | 9位  | 12   | 12   | 4  | 0  | 8  | 21   | 40   | -19    |
| 2007 | 滋賀県1部          | 9位  | 14   | 12   | 4  | 2  | 6  | 19   | 39   | -20    |
| 2008 | 滋賀県1部          | 7位  | 13   | 11   | 4  | 1  | 6  | 28   | 28   | 0      |
| 2009 | 滋賀県1部          | 6位  | 15   | 11   | 5  | 0  | 6  | 16   | 26   | -10    |
| 2010 | 滋賀県1部          | 8位  | 14   | 11   | 3  | 5  | 3  | 19   | 45   | -26    |
| 2011 | 滋賀県1部          | 9位  | 12   | 11   | 4  | 0  | 7  | 25   | 25   | 0      |
| 2012 | 滋賀県1部          | 9位  | 12   | 11   | 4  | 0  | 7  | 18   | 24   | -6     |
| 2013 | 滋賀県1部          | 11位 | 10   | 11   | 3  | 1  | 7  | 14   | 32   | -18    |
| 2014 | 滋賀県2部Bブロック | 2位  | 11   | 24   | 7  | 3  | 1  | 34   | 10   | 24     |
| 2015 | 滋賀県1部          | 優勝 | 11   | 25   | 8  | 1  | 2  | 33   | 14   | 19     |
| 2016 | 滋賀県1部          | 4位  | 11   | 19   | 6  | 1  | 4  | 30   | 22   | 8      |

#### 滋賀ユナイテッドMFC
| 年度 | 所属      | 順位 | 勝点 | 試合 | 勝 | 分 | 敗 | 得点 | 失点 | 得失差 |
| 2017 | 滋賀県1部 | 優勝 | 11   | 26   | 8  | 2  | 1  | 34   | 12   | 22     |
| 2018 | 滋賀県1部 | 優勝 | 11   | 30   | 10 | 0  | 1  | 32   | 5    | 27     |

#### SHIGA CITY FC
| 年度 | 所属      | 順位 | 勝点 | 試合 | 勝 | 分 | 敗 | 得点 | 失点 | 得失差 |
| 2019 | 滋賀県1部 | 優勝 | 27   | 11   | 8  | 3  | 0  | 37   | 6    | 31     |
| 2020 | 滋賀県1部 | 3位  | 28   | 11   | 9  | 1  | 1  | 62   | 9    | 53     |

### 天皇杯
| 回 | 年月日         | ラウンド | 会場   | 得点  | 対戦相手         | 観客 |
| 81 | 2001年11月25日 | 1回戦    | 皇子山 | 0 - 7 | 湘南ベルマーレ   | 818  |
| 82 | 2002年12月1日  | 1回戦    | 皇子山 | 0 - 7 | 川崎フロンターレ | 753  |

## タイトル
- 滋賀県社会人サッカーリーグ
  - 1部：4回（2015年、2017年、2018年、2019年）
  - 2部：1回（1999年）
  - 3部：1回（1998年）
  - 4部：1回（1997年）
  - 5部：1回（1996年）
- 大津市サッカーリーグ
  - 2部：1回（1996年）
  - 3部：1回（1995年）
  - 4部：1回（1994年）
  - 5部：1回（1993年）
- 滋賀県サッカー選手権大会（滋賀県FAカップ）（天皇杯滋賀県予選）：2回（2001年、2002年）
- 滋賀県サッカー選手権大会（社会人の部）：6回（2000年、2001年、2002年、2004年、2015年、2019年）
- 全国社会人サッカー選手権大会滋賀県大会（全国社会人サッカー選手権大会滋賀県予選）：2回（2001年、2002年）
- 全国クラブチームサッカー選手権大会滋賀県大会（全国クラブチームサッカー選手権大会滋賀県予選）：8回（1998年、1999年、2000年、2001年、2002年、2004年、2015年、2018年）
- 大津市長杯争奪：1回（1995年）
- 大津市サッカー協会長杯：1回（1995年）

## 所属選手・スタッフ
2020年

### スタッフ
| 役職 | 氏名     | 前職                 | 備考 |
| 監督 | 川林拓真 | CFダムU19 A 分析担当 |      |

### 選手
| Pos | No. | 選手名   | 前所属                 | 備考           |
| GK  | 1   | 隅谷悠貴 | レイジェンド滋賀FC     |                |
| GK  | 25  | 山嵜啓吾 | 北陸大学               |                |
|     |     |          |                        |                |
| DF  | 5   | 齋藤竜汰 | びわこ成蹊スポーツ大学 |                |
| DF  | 7   | 岡本雄志 | 京都先端科学大学       |                |
|     |     |          |                        |                |
| MF  | 4   | 塙愛斗   | 熱田高校               |                |
| MF  | 10  | 野村恭平 | 東山高校               |                |
| MF  | 11  | 長束剛治 | 京都学園大学           |                |
| MF  | 13  | 植田裕史 | いわきFC               |                |
| MF  | 15  | 高橋蓮   | 九州産業大学           |                |
| MF  | 18  | 佐藤広騎 | ポルベニル飛鳥         |                |
| MF  | --  | 阪本雅紀 | 草津FCテルフィー       |                |
|     |     |          |                        |                |
| FW  | 6   | 本木下凌 | びわこ成蹊スポーツ大学 |                |
| FW  | 8   | 大西勇輝 | 立命館大学             | 元U-16日本代表 |
| FW  | 16  | 林倖二郎 | 京都橘高校             |                |
| FW  | 17  | 会津拓珠 | 桂向FC                 |                |
| FW  | 20  | 久田和歩 | 龍谷大学               |                |

## ユニフォーム

### クラブカラー
- - 2016年     黄
- 2017年 - 2018年     黒、    白
  - 「白（   ）」は何色にでも染まることから、「様々な変化に適応する」ことを、「黒（   ）」は何色にも染まらないことから、「何事にもブレない哲学」をそれぞれ表しており、新しい滋賀県のイメージを作っていきたいという意味が込められていたが、2年間の使用でいともあっさりと変更された。
- 2019年 -      水色

### ユニフォームスポンサー
| 掲出箇所 | スポンサー名       | 表記                                            | 掲出年       | 備考                      |
| 胸       | エー・ネクスト     | A-Next                                          | 2019年11月 - | 2017年 - 2018年は背中上部 |
| 鎖骨     | なし               | -                                               | -            |                           |
| 背中上部 | 三王不動産グループ | 街づくり・人づくり・家づくり 三王不動産グループ | 2019年11月 - |                           |
| 背中下部 | なし               | -                                               | -            |                           |
| 袖       | Honki              | HONKI                                           | 2019年11月 - |                           |
| パンツ   | 近江ボード         | OHMI BOARD Since 1994                           | 2019年11月 - |                           |

### ユニフォームサプライヤー
- - 2016年 NIKE
- 2017年 - 2018年 new balance
- 2019年 - 同年10月 NIKE
- 2019年11月 -  GIOCA

### 歴代ユニフォームスポンサー年表
| 年度 | 胸                                       | 鎖骨 | 背中上部                                           | 背中下部         | 袖           | パンツ                   | サプライヤー |
| 2016 | -                                        | -    | -                                                  | -                | -            | -                        | NIKE         |
| 2017 | M's SQUARE エムズスクエア Since 2016.9.1 | -    | A-Next                                             | リカーマウンテン | 株式会社 R&P | Shiga Kanko              | new balance  |
| 2018 | M's SQUARE エムズスクエア Since 2016.9.1 | -    | A-Next                                             | リカーマウンテン | 株式会社 R&P | Shiga Kanko              | new balance  |
| 2019 | -/ A-Next                                | -    | -/ 街づくり・人づくり・家づくり 三王不動産グループ | -                | -/ HONKI     | -/ OHMI BOARD Since 1994 | NIKE/ GIOCA  |
| 2020 | A-Next                                   | -    | 街づくり・人づくり・家づくり 三王不動産グループ    | -                | HONKI        | OHMI BOARD Since 1994    | GIOCA        |